# Margaret Chan
Margaret Chan Fung Fu-chun (chino tradicional: 陳馮富珍, chino simplificado: 陈冯富珍;  Hong Kong, 21 de agosto de 1947) es una médica china. Fue la directora general de la Organización Mundial de la Salud (OMS) entre 2007 y 2017.
Es doctora en medicina por la University of Western Ontario (Canadá). En 1978 se incorporó al Departamento de Salud de Hong Kong, donde inició su carrera en el ámbito de la salud pública.
En 1994, la Dra. Chan fue nombrada Directora de Salud de Hong Kong, cargo que ocupó durante nueve años. En ese tiempo puso en marcha nuevos servicios para prevenir la propagación de enfermedades y promover la salud, e impulsó nuevas iniciativas para mejorar la vigilancia y respuesta a las enfermedades transmisibles, reforzar la formación de los profesionales de la salud pública y perfeccionar los mecanismos de colaboración local e internacional. Combatió con eficacia los brotes de gripe aviar y de síndrome respiratorio agudo severo lo que llevó a la pandemia global conocida como pandemia de gripe A (H1N1) de 2009-2010.
En 2003 se incorporó a la OMS en calidad de directora del Departamento de Protección del Medio Humano. En junio de 2005 fue nombrada directora de Enfermedades Transmisibles: Vigilancia y Respuesta, así como representante del director general para la gripe pandémica. En septiembre de 2005 fue nombrada subdirectora general de Enfermedades Transmisibles.
Chan fue elegida por el Consejo Ejecutivo de la OMS el 9 de noviembre de 2006 y su elección fue refrendada en una reunión especial de la Asamblea Mundial de la Salud al día siguiente. Su mandato expiró en junio de 2012. El 18 de enero de 2012, Chan fue propuesta por el Consejo Ejecutivo de la OMS para un segundo mandato. Como fue confirmado por la Asamblea Mundial de Salud en mayo de 2012, la Dra. Chan seguirá siendo director general hasta el final de junio de 2017.
En agosto de 2014 le tocó decretar el brote de ébola surgido del continente africano con su posterior expansión al mundo como epidemia de ébola de 2014, e instó a combatirlo a todas las naciones del mundo y dijo que es el mayor brote de Ébola en décadas y que se mueve muy rápidamente y de manera muy mortífera.
En octubre de 2009 recibió el Premio Príncipe de Asturias de Cooperación Internacional.